# Jan III (książę Amalfi)
Jan III, wł. Giovanni III (ur. ok. 1060 w Amalfi, zm. po 1073) – książę Amalfi, panujący krótko w 1073.
Został ogłoszony władcą w listopadzie 1073 po śmierci swojego ojca Sergiusza III. W owym czasie Jan był jeszcze dzieckiem i regencję nad małoletnim monarchą senat miejski powierzył jego starszej siostrze Gemmie, żonie Gisulfa II (ok. 1033–1091) księcia Salerno. Szwagier doprowadził jednak do obalenia i wygnania młodocianego księcia jeszcze w 1073. Wobec tego senat Amalfi wezwał Roberta Giuscarda (Zwinnego) do interwencji i przywrócenia prawowitej władzy. Mający poparcie u papieża Wiktora III książę Apulii i Kalabrii zajął miasto i ogłosił się jego księciem. Nie są znane dalsze losy Jana.